# Перм'яки (Шалинський міський округ)
Перм'яки́ (рос. Пермяки) — присілок у складі Шалинського міського округу Свердловської області.
Населення — 16 осіб (2010, 25 2002).
Національний склад станом на 2002 рік: росіяни — 96 %.